# Vladimir Bodescu
Vladimir Bodescu (n. 4 martie 1868, satul Durlești, Imperiul Rus – d. 28 noiembrie 1941, Gulag, penitenciarul nr. 4 din or. Cistopol, RASS Tătară) a fost un avocat și om politic român, care a făcut parte din Sfatul Țării din Basarabia. A fost una din numeroasele victime ale comunismului sovietic.

## Biografie

### Educație, Sfatul Țării
A fost licențiat al Facultății de Drept din Kiev, fiind de profesie jurist. A fost magistrat în mai multe localități din Rusia, procuror la Parchetul General din Chișinău. Membru în Partidul Muncii.
La data de 27 martie 1918 a votat Unirea Basarabiei cu România.

### Victimă a comunismului sovietic
A fost arestat la 10 august 1940, după ocuparea Basarabiei de către URSS. A murit de epuizare în 1941.

## Galerie de imagini

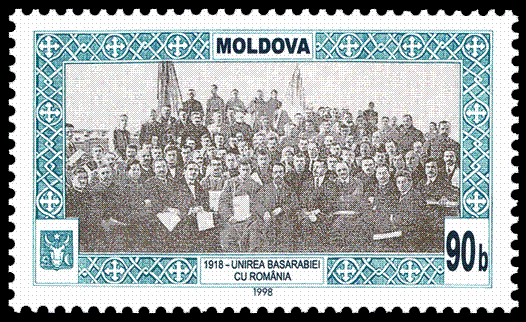
Timbru din Republica Moldova, 1998